# NGC 6758
NGC 6758 ist eine elliptische Galaxie mit aktivem Galaxienkern vom Hubble-Typ E3 im Sternbild Pfau am Südsternhimmel. Sie ist schätzungsweise 149 Millionen Lichtjahre von der Milchstraße entfernt und hat einen Durchmesser von etwa 105.000 Lichtjahren.
Im selben Himmelsareal befinden sich u. a. die Galaxien NGC 6753, IC 4829, IC 4832, IC 4840.
Das Objekt wurde am 9. Juni 1836 von John Herschel entdeckt.